# 랫클리프 총독
랫클리프 총독(영어: Governor Ratcliffe)는 디즈니의 33번째 장편 애니메이션 영화이다 "포카혼타스"(1995년)에서는 랫클리프 욕심 야심 찬 사람이며 디즈니 빌런의 하나로서 그려졌다.